# Pavlišov
Pavlišov (německy Paulisch) je vesnice, část okresního města Náchod. Nachází se asi 3,5 km na sever od Náchoda. V roce 2009 zde bylo evidováno 84 adres. V roce 2001 zde trvale žilo 187 obyvatel.
Pavlišov je také název katastrálního území o rozloze 2,89 km2.

## Gastronomie
Obec dala jméno krajové specialitě – Pavlišovskému řízku („Pavlišováku“), vepřovému řízku s houskovým knedlíkem a vařeným zelím.

## Pamětihodnosti
- Kaple svatého Jana Nepomuckého